# Pematang Tanah Jawa
Pematang Tanah Jawa is een bestuurslaag in het regentschap Simalungun van de provincie Noord-Sumatra, Indonesië. Pematang Tanah Jawa telt 3110 inwoners (volkstelling 2010).